# Il nome della rosa (miniserie televisiva)
Il nome della rosa (The Name of the Rose) è una miniserie televisiva italo-tedesca del 2019, creata e diretta da Giacomo Battiato per Rai Fiction e Tele München. Adattamento televisivo dell'omonimo romanzo di Umberto Eco del 1980, la miniserie è una co-produzione tra le case di produzione italiane 11 Marzo Film e Palomar.
La miniserie, sebbene abbia ricevuto critiche contrastanti, è stata venduta in 132 paesi ed è la seconda fiction italiana più venduta al mondo dopo Gomorra.

## Trama
Alpi piemontesi, fine novembre del 1327. Il frate francescano Guglielmo da Baskerville, seguito dal giovane novizio benedettino Adso da Melk, raggiunge un'isolata abbazia benedettina per partecipare ad una disputa sulla povertà apostolica tra rappresentanti dell'Ordine francescano e del papato avignonese. All'arrivo nell'abbazia i due si trovano coinvolti in una catena di morti misteriose.

## Puntate
Le otto puntate della miniserie televisiva sono state trasmesse in prima visione mondiale in Italia dal 4 al 25 marzo 2019 su Rai 1.

## Personaggi e interpreti

### Personaggi principali
- Guglielmo da Baskerville, interpretato da John Turturro, doppiato da Angelo Maggi.
È il protagonista, un eruditissimo frate francescano inglese del XIV secolo, consigliere dell'Imperatore. Ebbe un passato come inquisitore. Guglielmo arriva all'abbazia in compagnia del novizio Adso da Melk, figlio minore del barone di Melk. Al suo arrivo gli viene tuttavia chiesto dall'abate, vista la sua fama di uomo perspicace e intelligente e la sua lunga esperienza d'inquisitore, d'investigare sulla strana morte di un monaco avvenuta poco prima in quel luogo. Le deduzioni di Guglielmo lo avvicinano sempre di più alla verità della catena di morti che ha come teatro il complesso dell'abbazia. Guglielmo ricorda in maniera palese il filosofo francescano inglese Guglielmo di Ockham, maestro del metodo induttivo che aveva effettivamente partecipato come superiore francescano alla Disputa sulla povertà apostolica alla corte papale assieme a Michele da Cesena, ministro generale dell'Ordine francescano.
- Bernardo Gui, interpretato da Rupert Everett, doppiato da Massimo Lodolo.
È il grande inquisitore dell'ordine domenicano, portò avanti una serie di processi per un totale di 930 sentenze. Fra le prime sue condanne vi furono gli Apostolici di fra Dolcino da Novara.
- Adso da Melk, interpretato da Damian Hardung, doppiato da Alex Polidori.
È il coprotagonista, un novizio benedettino del XIV secolo, figlio cadetto del barone di Melk. Mentre si trova con la famiglia in Toscana viene affidato, quale allievo, al francescano Guglielmo da Baskerville, ciò per consiglio di Marsilio da Padova, e assiste quindi all'incontro che si tenne nell'abbazia. La sua figura, come ricorda il libro stesso, è correlata a quella del monaco effettivamente esistito Adso da Montier-en-Der.
- Remigio da Varagine, interpretato e doppiato da Fabrizio Bentivoglio.
Cellario ex-dolciniano.
- Margherita Boninsegna, interpretata e doppiata da Greta Scarano.
Compagna di fra Dolcino nella setta degli Apostolici e poi dei dolciniani, accusata di eresia dall'Inquisizione, fu catturata e uccisa sul rogo davanti agli stessi occhi di Dolcino, secondo la versione dell'inquisitore Bernardo Gui.[3] Dolcino fu invece ucciso sempre sul rogo qualche giorno dopo.
- Anna, interpretata e doppiata da Greta Scarano.
È la figlia segreta di fra Dolcino e Margherita Boninsegna.
- Malachia da Hildesheim, interpretato da Richard Sammel, doppiato da Antonio Palumbo.
È il bibliotecario dell'abbazia.
- Salvatore, interpretato e doppiato da Stefano Fresi.
Ex-dolciniano, amico di Remigio; parla una lingua mista di latino e volgare. Il suo grido "Penitenziagite!", con cui accoglie i nuovi venuti all'abbazia, rimanda alle lotte intestine della chiesa medievale, tra i vescovi cattolici e il movimento degli spirituali, portato avanti dai seguaci di fra' Dolcino da Novara. La parola "Penitenziagite" è una contrazione della locuzione latina "Paenitentiam agite" ("fate la Penitenza"), frase con cui i dolciniani ammonivano il popolo al loro passaggio.
- Alinardo da Grottaferrata, interpretato e doppiato da Roberto Herlitzka.
Il più anziano dei monaci e per il suo comportamento considerato da tutti affetto da demenza senile ma si rivela utile alla risoluzione della vicenda.
- Nicola da Morimondo, interpretato e doppiato da Fausto Maria Sciarappa.
Monaco e mastro vetraio.
- Berengario da Arundel, aiuto bibliotecario dell'abbazia, interpretato e doppiato da Maurizio Lombardi.
- Ragazza occitana dai capelli rossi, interpretata e doppiata da Antonia Fotaras.
Il nome non è conosciuto, è in fuga dalla guerra nel suo paese, vive di espedienti nella foresta attorno all’abbazia, s'innamora di Adso e ha con lui una relazione.
- Venanzio da Salvemec, interpretato e doppiato da Guglielmo Favilla.
Monaco dello scriptorium, traduttore dal greco e dall'arabo, conoscitore dell'antica Grecia e devoto di Aristotele.
- Severino da Sant'Emmerano, interpretato da Piotr Adamczyk, doppiato da Alessandro Budroni.
Monaco ed erborista.
- Papa Giovanni XXII, interpretato da Tchéky Karyo, doppiato da Marco Mete.
- Bencio da Uppsala, interpretato da Benjamin Stender, doppiato da Flavio Aquilone.
Giovane monaco scandinavo trascrittore di testi di retorica e nuovo aiuto-bibliotecario.
- Girolamo di Caffa, interpretato e doppiato da Claudio Bigagli.
Frate francescano e vescovo della delegazione imperiale. Ispirato da Girolamo di Catalogna, primo vescovo di Caffa, in Crimea.
- Michele da Cesena, interpretato e doppiato da Corrado Invernizzi.
Francescano, teologo e filosofo, ministro generale dell'Ordine francescano e capo della delegazione imperiale. Personaggio di grande rilievo nelle vicende politiche ed ecclesiastiche del XIV secolo in contrasto con papa Giovanni XXII.
- Aymaro da Alessandria, interpretato e doppiato da Max Malatesta.
Monaco amanuense.
- Fra Dolcino da Novara, interpretato e doppiato da Alessio Boni.
Predicatore millenarista della setta degli Apostolici, capo e fondatore del movimento dei dolciniani, accusato di eresia dall'Inquisizione, fu catturato e condannato a morte sul rogo.
- Barone di Neuenberg, interpretato da Sebastian Koch, doppiato da Roberto Draghetti.
Generale dell'imperatore e padre di Adso.
- Jorge da Burgos, interpretato da James Cosmo, doppiato da Franco Zucca.
Monaco anziano cieco, profondo conoscitore dei segreti del monastero e in passato bibliotecario.
- Abate Abbone da Fossanova, interpretato da Michael Emerson, doppiato da Franco Mannella.
Abate del monastero; è l'unico, insieme al bibliotecario, al suo aiutante e a padre Jorge da Burgos, a conoscere i segreti della biblioteca.
- Cardinale Bertrando del Poggetto, interpretato da Rinat Khismatouline.
Religioso francese, vescovo, legato pontificio e condottiero papale a capo della delegazione pontificia.
- Bianca, interpretata e doppiata da Camilla Diana.
- Hugh da Newcastle, interpretato da David Brandon.
Teologo francescano inglese e filosofo scolastico, discepolo di Duns Scoto, con la delegazione imperiale accompagna Michele da Cesena nel suo dibattito sulla povertà di Cristo.

### Personaggi secondari
- Adelmo da Otranto, interpretato e doppiato da Leonardo Pazzagli.
Giovane monaco miniatore dello scriptorium, è la prima vittima della catena di delitti misteriosi del monastero.
- Pedro Lopez de Luna, interpretato da Nicholas Turturro.
Religioso, politico aragonese ed arcivescovo di Saragozza
- Roberto, conte di Provenza, interpretato e doppiato da Gianluigi Fogacci.
- ufficiale della delegazione papale, interpretato e doppiato da Antonio Spagnuolo.
- monaco, interpretato e doppiato da Christian Catanzano.
- segretario, interpretato da Maxence Dinant.
- converso, assistente di Remigio, interpretato da Alkis Zanis.
- cuoco del monastero, interpretato da Andrea Bruschi.
- amante di Bianca, interpretato da Giuseppe Schillaci.

## Produzione
Le riprese iniziano nel 2018. La miniserie è stata girata in Italia e in particolare in Abruzzo: alle gole di Fara San Martino, a Roccamorice, all'eremo di Santo Spirito a Maiella e al castello di Roccascalegna. Altri panorami sono stati girati a Perugia e a Bevagna, mentre chiese e chiostri sono stati ricostruiti negli studi di Cinecittà a Roma. Altre scene sono state girate nel parco naturalistico archeologico di Vulci, nel territorio di Montalto di Castro e nel Parco Archeologico Culturale di Tuscolo.
I dialoghi originali in lingua occitana sono stati tradotti e supervisionati in collaborazione con l'Università di Salerno.

## Distribuzione
In Italia, la miniserie debutta in anteprima mondiale il 4 marzo 2019 su Rai 1, trasmessa in contemporanea anche sul canale Rai 4K, divenendo il primo contenuto della piattaforma RaiPlay in 4K, fruibile anche in lingua inglese con i sottotitoli. In Francia, la serie è trasmessa dal 5 marzo 2019 da OCS. Negli Stati Uniti e in Canada la serie sarà trasmessa su SundanceTV, mentre in Australia dalla SBS e in Regno Unito dalla BBC. In Germania, i diritti della serie sono stati acquistati da Sky Deutschland, che la trasmetterà in esclusiva nel 2019.

### Edizione italiana
La direzione del doppiaggio e i dialoghi italiani sono a cura di Francesco Vairano, per conto della Laser Digital Film.

## Accoglienza
La miniserie ha ricevuto riscontri contrastanti da parte sia della critica che dal pubblico: sono state elogiate le performance del cast, ma sono state criticate il tono cupo e la lunghezza.
Rotten Tomatoes riporta un indice di gradimento del 53%; il commento del sito recita: "Il Nome della Rosa vanta ottime performance, ma il dramma che fluttua nelle sue sacre sale è spesso più faticoso del dovuto."